# 浪漫沙加
《浪漫沙加》是一款由史克威尔公司制作和发行的角色扮演类游戏。游戏于1992年1月28日在日本地区超级任天堂发行。游戏后也在WonderSwan Color、PlayStation 2等平台发行。
《浪漫沙加》是一款传统类型的角色扮演类游戏。游戏设定在一个幻想世界内，玩家通过搜索城镇、地牢以及其他环境，并与其他角色进行互动。
沙加系列第三作开创性地采用开放世界结构，八位主角拥有独立剧情线，非线性叙事和创新战斗系统奠定了系列标志性风格。
首创『自由剧本系统』，玩家可选择任意主角体验截然不同的剧情线，每个角色都有独特视角。
标志性的『灵光一闪』系统让角色在战斗中根据行动随机领悟新技能。
以天野喜孝华丽美术设计著称，是最早引入昼夜循环影响NPC行为的RPG之一。
在超级任天堂上发行的版本取得商业成功，至2004年共售出130万份。